# Car Yan
Car Yan (kineski 炎帝, Yándì) mitološki je kineski car, možda ista osoba kao Shennong. Njegovo ime doslovce znači “plamen”. Znan je i kao “Car s juga”.
Prema jednom shvaćanju, “car Yan” je samo naslov nekolicine careva:
- Shennong
- Linkui
- Cheng
- Ming
- Zhi
- Li (Ke)
- Ai
- Yuwang

Postoji i druga lista:
- Yandi
- Yanju
- Jiebing
- Xiqi
- Zhurong
- Gonggong
- Shuqi
- Houtu
- Yeming
- Suishi

Cara Yuwanga pobijedio je Žuti Car.